# Привольное (Тверская область)
Привольное — деревня в Сонковском районе Тверской области. Входит в состав Беляницкого сельского поселения.

## История
В 1967 г. Указом президиума ВС РСФСР деревня Поросятники переименована в Привольное.

## Население
| 1859 | 1897 | 2010 |
| ---- | ---- | ---- |
| 485  | ↗640 | ↘61  |